# Aleksandrs Čekulajevs
Aleksandrs Čekulajevs (* 10. September 1985 in Riga, Lettische SSR, Sowjetunion; russisch Александр Чекулаев/Alexander Tschekulajew) ist ein ehemaliger lettischer Fußballspieler.

## Karriere
Aleksandrs Čekulajevs begann seine Profikarriere in seiner Heimatstadt beim FK Riga, bei dem er im Alter von 21 Jahren seine erste Saison spielte. Beim Erstligisten konnte dieser allerdings nicht überzeugen, woraufhin Čekulajevs den Verein am Saisonende verließ und beim FK Auda Riga unterschrieb, bei dem Čekulajevs bereits in der Jugend aktiv war. Beim Lettischen Zweitligisten stellte der bis dahin als Stürmer spielende Čekulajevs mit 51 Toren in 30 Spielen einen neuen Torerekord auf, so traf er beispielsweise gegen den FK Abuls sechsmal. Am Ende der Spielzeit kam er mit dem Verein auf den dritten Tabellenplatz hinter dem FK Vindava und SK Blāzma. Zu Beginn der Saison 2008 wechselte Čekulajevs zum FK Jūrmala-VV aus der Virslīga. Nach einem kurzen Gastspiel beim Ostseeklub wechselte er nach Tschechien zum dortigen Drittligisten FK Náchod-Deštné, bevor er im Jahr 2009 nochmals zum FK Jūrmala zurückkehrte.
Im Jahr 2010 ging er nach Island zu UMF Víkingur. Bereits ein Jahr später wechselte Čekulajevs nach Estland zu JK Trans Narva. Mit dem Klub kam er auf Anhieb bis ins Pokalendspiel gegen den FC Flora Tallinn, das allerdings mit 0:2 verloren wurde. In der Liga führte der Lette, der bei Trans Narva im Mittelfeld zum Einsatz kam, die Tabelle in der Torschützenliste in der gesamten Spielzeit an. So erzielte Čekulajevs beispielsweise am 15. Spieltag beim 7:0 gegen den FC Ajax Lasnamäe die ersten vier Tore. Bereits nach 30 Spieltagen erzielte Čekulajevs seinen 42. Treffer und überbot den Rekord aus der Saison 2005 von Tarmo Neemelo, der am Ende der Spielzeit 41 Tore auf dem Konto gehabt hatte. Durch seine Torgefährlichkeit wollte sich der Lette für andere ausländische Vereine in Skandinavien, Belgien und Deutschland empfehlen. Am Ende der Saison 2011 kam Čekulajevs auf 46 Tore. Daraufhin wurde er unter anderem im November 2011 auch vom deutschen Zweitligisten MSV Duisburg zum Probetraining eingeladen. Am 8. Februar 2012 unterschrieb er schließlich für zunächst eine Spielzeit einen Vertrag beim maltesischen Meister, dem FC Valletta. Mit dem Verein konnte er am Saisonende die Meisterschaft aus dem Vorjahr verteidigen. Čekulajevs verließ Malta bereits wieder in der Sommerpause und wechselte nach Ungarn zum FC Lombard Pápa.

## Erfolge
- Maltesischer Meister: 2012